# Crenshaw
Crenshaw es un pueblo del Condado de Panola, Misisipi, Estados Unidos. Según el censo de 2000 tenía una población de 916 habitantes y una densidad de población de 862.6 hab/km².

## Demografía
Según el censo de 2000, había 916 personas, 339 hogares y 244 familias residiendo en la localidad. La densidad de población era de 862,6 hab./km². Había 385 viviendas con una densidad media de 362,6 viviendas/km². El 27,84% de los habitantes eran blancos, el 71,51% afroamericanos, el 0,55% amerindios y el 0,11% asiáticos. El 0,55% de la población eran hispanos o latinos de cualquier raza.
Según el censo, de los 339 hogares en el 33,9% había menores de 18 años, el 42,2% pertenecía a parejas casadas, el 25,1% tenía a una mujer como cabeza de familia, y el 28,0% no eran familias. El 26,5% de los hogares estaba compuesto por un único individuo, y el 11,2% pertenecía a alguien mayor de 65 años viviendo solo. El tamaño promedio de los hogares era de 2,70 personas y el de las familias de 3,23.
La población estaba distribuida en un 30,6% de habitantes menores de 18 años, un 9,7% entre 18 y 24 años, un 26,6% de 25 a 44, un 20,3% de 45 a 64, y un 12,8% de 65 años o mayores. La media de edad era 32 años. Por cada 100 mujeres había 89,3 hombres. Por cada 100 mujeres de 18 años o más, había 81,7 hombres.
Los ingresos medios por hogar en la localidad eran de 20.781 dólares ($), y los ingresos medios por familia eran 23.393 $. Los hombres tenían unos ingresos medios de 22.727 $ frente a los 17.768 $ para las mujeres. La renta per cápita para la ciudad era de 10.372 $. El 28,7% de la población y el 29,0% de las familias estaban por debajo del umbral de pobreza. El 33,8% de los menores de 18 años y el 24,0% de los habitantes de 65 años o más vivían por debajo del umbral de pobreza.

## Geografía
Según la Oficina del Censo de los Estados Unidos, Crenshaw tiene un área total de 0.4 km², todos correspondientes a tierra firme.